# Campeonato Mundial de Judo de 1967
El V Campeonato Mundial de Judo se celebró en Salt Lake City (Estados Unidos) entre el 9 y el 12 de agosto de 1967 bajo la organización de la Federación Internacional de Judo (IJF) y la Federación Estadounidense de Judo. 

## Medallistas

### Masculino
| Evento            | Oro                         | Plata                          | Bronce                                               |
| ----------------- | --------------------------- | ------------------------------ | ---------------------------------------------------- |
| –63 kg            | Takafumi Shigeoka Japón     | Hirofumi Matsuda Japón         | Kim Byung-Sik Corea del Sur Serguei Suslin URSS      |
| –70 kg            | Hiroshi Minatoya Japón      | Park Kil-Soon Corea del Sur    | Takehide Nakatani Japón Park Chung-Sam Corea del Sur |
| –80 kg            | Eiji Maruki Japón           | Martin Poglajen · Países Bajos | Shinichi Enshu Japón Brian Jacks Reino Unido         |
| –93 kg            | Nobuyuki Sato Japón         | Osamu Sato Japón               | Ernst Eugster · Países Bajos · Peter Herrmann · RFA  |
| +93 kg            | Willem Ruska · Países Bajos | Nobuyuki Majima Japón          | Anzor Kiknadze URSS Takeshi Matsuzaka Japón          |
| Categoría abierta | Mitsuo Matsunaga Japón      | Klaus Glahn RFA                | Peter Herrmann RFA Masatoshi Shinomaki Japón         |

## Medallero
| Núm. | País          | Oro | Plata | Bronce | Total |
| ---- | ------------- | --- | ----- | ------ | ----- |
| 1    | Japón         | 5   | 3     | 4      | 12    |
| 2    | Países Bajos  | 1   | 1     | 1      | 3     |
| 3    | Corea del Sur | 0   | 1     | 2      | 3     |
| 4    | RFA           | 0   | 1     | 2      | 3     |
| 5    | URSS          | 0   | 0     | 2      | 2     |
| 6    | Reino Unido   | 0   | 0     | 1      | 1     |
|      | TOTAL         | 6   | 6     | 12     | 24    |